# Markus Habakukk
Markus Habakukk (* 15. September 1992) ist ein estnischer Schauspieler.

## Leben und Karriere
Habakukk wurde am 15. September 1992 geboren. Er absolvierte 2011 die Theaterschule des Vanalinna Hariduskolleegium in Tallinn. Im Jahr 2016 schloss er sein Studium an der Schauspielschule der Estnischen Musik- und Theaterakademie ab. Seit November 2016 ist er festes Ensemblemitglied am Kuressaare Theater. Sein Debüt gab er 2016 in dem Film Polaarpoiss. Anschließend bekam er 2021 in Eesti matus die Hauptrolle.  2024 wurde er für den Film Elu ja armastus gecastet.

## Filmografie
- 2016: Polaarpoiss
- 2016–2017: Õnne 13 (Fernsehserie, 13 Folgen)
- 2021: Eesti matus
- 2021: Firebird
- 2023: Estonia (Fernsehserie, 5 Folgen)
- 2024: Elu ja armastus